# 葛西晴信
葛西 晴信（かさい はるのぶ）は、戦国時代から安土桃山時代にかけての大名。第15代当主葛西晴胤の子。第16代当主葛西親信の弟で養子。葛西氏の第17代当主。

## 略歴
伊達氏と手を結んで元亀2年（1571年）と天正元年（1573年）に大崎義隆と戦った。外交的にも永禄12年（1569年）に上洛して時の天下人・織田信長に謁見して所領を安堵されている。しかし大崎氏との抗争に明け暮れた晴信は、天正18年（1590年）の豊臣秀吉の小田原征伐に参陣するつもりでいたが、数年来続く家臣らの反乱（浜田広綱など）が心配されたため当人が小田原に参陣できず、奥州仕置により改易された。
晴信の死には諸説があり詳しくわかっていない。一説には、改易後に諸国を流浪し、加賀で慶長2年（1597年）に64歳で死去したという説がある。また、後世に作られた『葛西真記録』によれば、秀吉の奥州平定軍に対して徹底抗戦したが衆寡敵せず、寺池城もしくは佐沼城で戦死したとされるが、豊臣氏側にその記録はない。
永禄年間に、葛西晴信の家臣千葉土佐が製鉄の技術指導のために備中から「布留大八郎・小八郎(後の千松兄弟)」を領内に招いている。この兄弟がキリシタンで、葛西晴信は布教を許可したため信徒が増加し、のち江戸時代に仙台藩のもとでの大籠キリシタン弾圧へと繋がった。大籠キリシタン殉教公園にその資料館がある。